# 4096 Kushiro
4096 Kushiro eller 1987 VC är en asteroid i huvudbältet som upptäcktes den 15 november 1987 av de båda japanska astronomerna Seiji Ueda och Hiroshi Kaneda i Kushiro. Den är uppkallad efter den japanska staden Kushiro.
Asteroiden har en diameter på ungefär 7 kilometer och den tillhör asteroidgruppen Gefion.